# 包豪斯中的女性

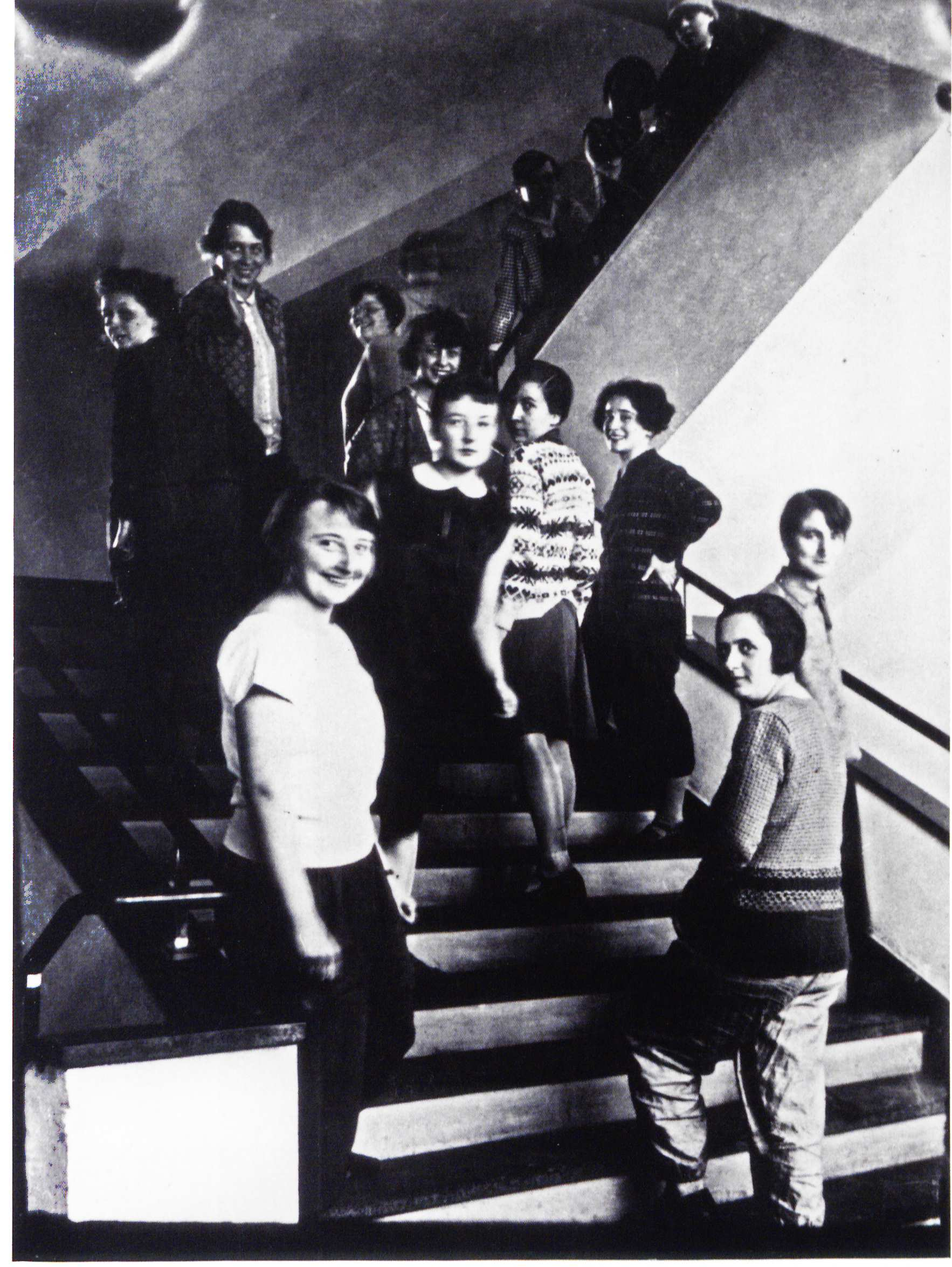
包豪斯楼梯上的编织班女生，1927年

包豪斯由于其男女平等的政策被视为一个进步的学术机构，它接受不论男女学生参加其课程。在妇女被拒绝进入正规艺术学院的时代，包豪斯为她们提供了前所未有的教育和艺术发展机会，尽管通常只在编织和其他当时被认为适合女性的领域。
包豪斯由建筑师沃尔特·格罗皮乌斯于1919年创立，一直运营到1933年。学校的主要目标是艺术的统一。包豪斯教授将美术、工艺和工业艺术以及设计理论相结合，以培养能够创作出既实用又美观的作品的艺术家，以迎合日益工业化的世界。这所学校对艺术、建筑、平面设计、室内设计、工业设计和印刷术的发展产生了重大影响。

## 包豪斯简史
包豪斯成立之初，学校位于魏玛。在第一年，申请的女学生多于男学生。被录取的学生来自不同的社会经济和教育背景。
课程从艺术的技术介绍开始，通过对材料、色彩理论和形式关系的研究，旨在为学生以后在专业课程中的学习做准备。
最初，大多数女学生专攻编织或陶艺学科。然而，随着包豪斯的发展，女学生也被鼓励攻读其他课程。这一转变主要是由激进的匈牙利艺术家莫霍利-纳吉·拉斯洛推动的，他于1923年成为包豪斯管理层的一员。
1925年，包豪斯搬到了德绍，格罗皮乌斯在那里为学校设计了一座体现包豪斯基本设计理论的新建筑。1928年，格罗皮乌斯卸任领导人职务，由建筑师汉斯·迈耶继任。
几年后，日趋保守的地方政府迫使迈耶辞职，并由路德维希·密斯·凡德罗接任。1932年，学校再次迁往柏林。
由于选址和领导层的变化，包豪斯学校的艺术和政治目标不断转移，这导致了学校的财务不稳定。由于反现代主义纳粹政府日益增加的政治压力，包豪斯于1933年解散。

## 一些重要的女性艺术家
安妮·亚伯斯1899年6月12日出生于柏林。她在一个富裕的家庭长大，自小就对视觉艺术产生了兴趣。她创作了许多素描和油画，同时在印象派艺术家马丁·勃兰登堡指导下学习。尽管她的家庭很传统，但她还是离开了家庭生活，开始追求艺术事业。1922年，亚伯斯作为一个年轻的学生进入了包豪斯，在那里她专门学习编织。在她的职业生涯中，她成功地将纺织工艺与工业生产和抽象现代主义设计相结合，将三个领域融为一体。亚伯斯于1994年5月9日去世。
利斯·拜尔出生于1906年。1928年，在包豪斯，她设计了一件蓝色的连衣裙。她于1973年去世。

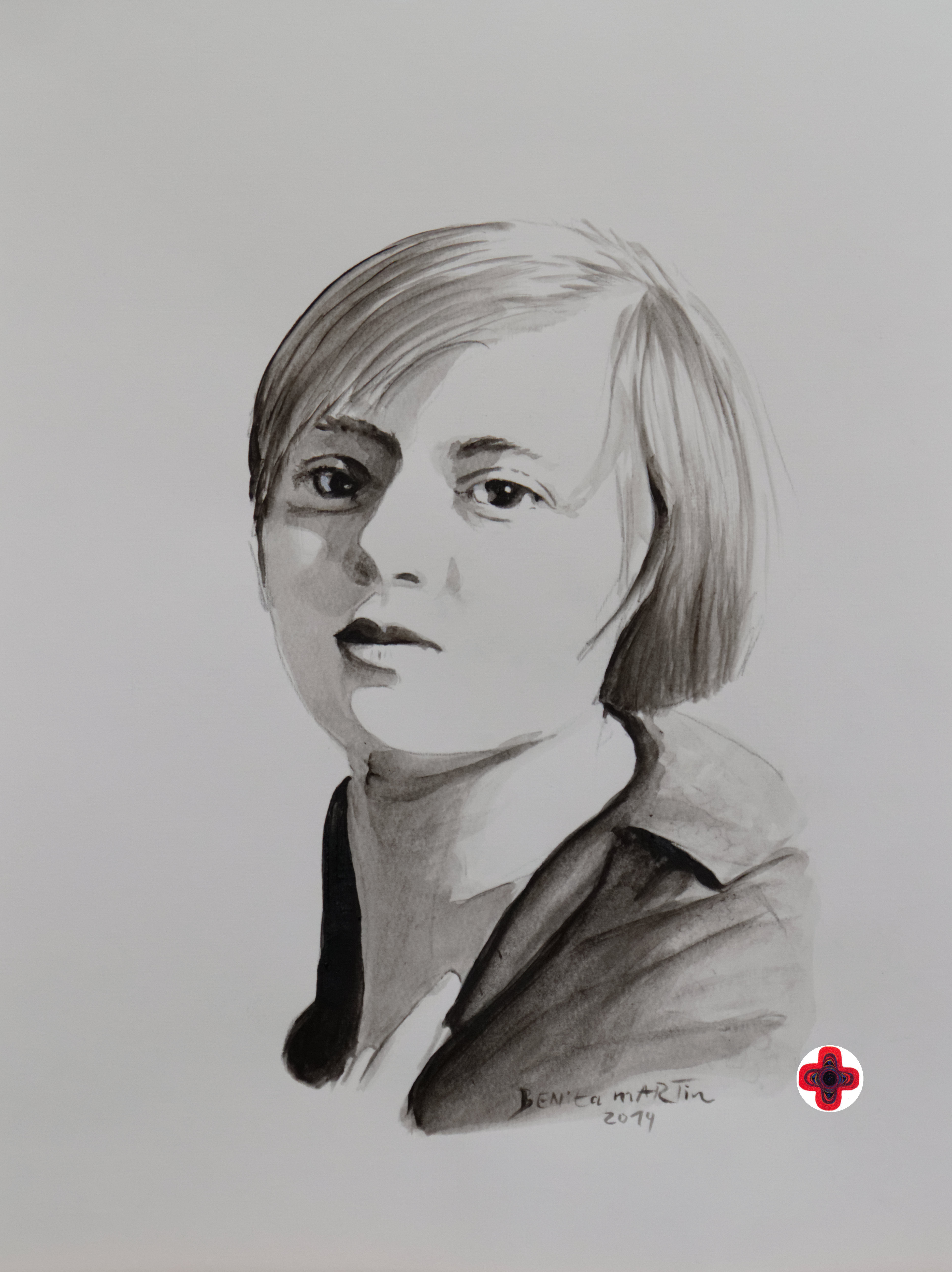
玛丽安·勃兰特的肖像

玛丽安·勃兰特于1893年10月1日出生在开姆尼茨。一开始，勃兰特接受过绘画培训，但最终成为了第一位进入包豪斯金属加工项目的女性。勃兰特师从莫霍利-纳吉，最终被任命为工作室助理。勃兰特于1928年接替莫霍利-纳吉成为工作室总监。她的家居用品工业设计已被公认为包豪斯美学的标志性表达。勃兰特于1983年6月18日去世。
凯特·伯斯，德国摄影师、家具设计师和建筑师，1924年至1928年在包豪斯学习家具设计，师从莫霍利-纳吉。
阿尔玛·希德霍夫-布希尔出生于1899年1月4日。她于1922年到1925年在包豪斯学习，在约瑟夫·哈特维格和保罗·克利的指导下学习雕塑和色彩理论。最终，布希尔成为了一名成功的玩具设计师。她最成功的作品包括一个娃娃系列。布希尔于1944年9月25日在法兰克福附近的一次爆炸中丧生。
弗里德尔·迪克-布兰戴斯，1898年7月30日出生于维也纳。她自1919年到1923年间就读于包豪斯，在那里她参与了纺织品设计、版画、装订和排版工作坊。布兰戴斯在学校和她的职业生涯中表现出色。她在绘画、珠宝和服装设计以及室内设计领域特别成功。迪克于1944年10月9日在奥斯威辛集中营去世。
伊尔斯·费林出生于1896年4月25日。她自1920年开始就读于包豪斯，她在雕塑、绘画和戏剧工作室学习。费林是学校唯一的女雕塑家。虽然她未能从包豪斯毕业，但她的事业很成功，她因为剧院和电影设计舞台和服装而闻名。她开发了一种圆形舞台设计，并于1922年获得专利。费林于1982年2月25日去世。
玛格丽特·弗里德兰德-维尔登海恩出生于1896年10月11日。玛格丽特是第一位完成学徒考试的德国女陶艺大师。1940年代前往美国之前，她在阿姆斯特丹建立了一个成功的工作室。然后，她在加利福尼亚取得了成功的职业生涯。玛格丽特于1985年2月24日去世。
格特鲁·格鲁诺出生于1870年7月8日。她发展了关于声音、颜色和运动之间关系的理论。格鲁诺从1919年到1923年在包豪斯任教，在那里她教授舞蹈、音乐和“实用和声”课程。她最初被聘为助教，但最终成为学校唯一的女班主任。格鲁诺于1944年6月11日去世。
德特·赫尔姆1898年12月3日出生于柏林。赫尔姆曾在魏玛大公萨克森艺术学校卡塞尔艺术学院学习，并于1919年起就读于包豪斯，她是壁画和纺织工作室的学徒。1922年，她在魏玛手工业商会通过了装饰画家的职业资格考试。1921年，她参与了格罗皮乌斯的项目，她制作了一个应用窗帘并担任室内设计顾问。1922/1923年，她在编织车间工作，并于1923年在包豪斯展览的展览委员会工作，她为展览贡献了一个由四部分组成的纺织屏风和一个几何壁挂。她从1924年开始在罗斯托克工作，1932年开始在汉堡工作。从1933年起，她因“半犹太人”身份被帝国文化院禁止从事专业工作，但她仍以笔名继续从事文学工作。她于1941年2月24日在汉堡去世。
弗洛伦斯·亨利于1893年6月28日出生于纽约市。最初，亨利加入了包豪斯的绘画工作室学习。后来，她转而参加了莫霍利-纳吉教授的暑期摄影课程。到1928年，亨利停止绘画并离开了学校。她最终在巴黎建立了一家成功的摄影工作室。在她的职业生涯中，亨利主要专注于前卫摄影。她于1982年7月24日去世。
格蕾特·海曼-吕本斯坦出生于1899年8月10日。她是一位陶艺家，曾在艺术方面接受过教育，并最终获得了专业上的成功。1923年，她创办了Hael艺术陶瓷工作室，这是一项非常有利可图的生意，直到1933年被迫关闭并出售。最终，她移居英国，继续制作陶瓷和绘画，在战后的伦敦受到赞誉。海曼于1990年11月11日去世。
基蒂·范·德·米伊尔·德克尔于1908年2月22日出生。她是一位荷兰纺织艺术家。她从1929年到1932年在包豪斯学习。她于2004年12月6日去世。她1935年设计的洗碗布至今仍在为蒂尔堡的纺织博物馆展出。
露西娅·莫霍利于1894年1月18日出生于布拉格。她在包豪斯接受摄影师培训。莫霍利拍摄了许多对包豪斯历史记载至关重要的照片。她也是大师莫霍利-纳吉的妻子。在她的职业生涯中，她和她的丈夫在暗房中试验了不同的工艺，如物影成像。露西娅于1989年5月17日去世。
莉莉·赖希于1885年6月16日出生于柏林。莉莉之前有从事刺绣工作的经验，并设计了各种服装和家具。1932年，她开始在包豪斯任教，并指导室内设计工作室。尽管包豪斯不久后关闭，但作为室内设计师继续拥有成功的职业生涯。她于1947年12月14日去世。

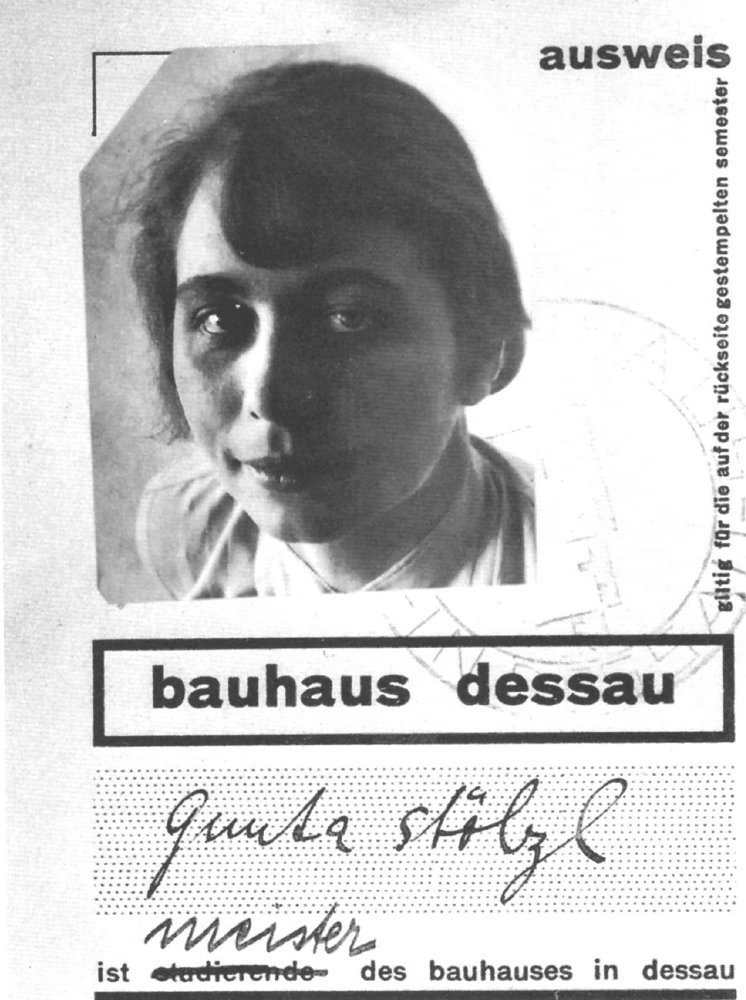
贡塔·斯特尔茨尔

卢·舍佩尔出生于1901年5月15日，是一位技艺高超的画家，自1920年就读于包豪斯。她在学校学习壁画，并作为画家、儿童读物插画师和建筑设计师开展了漫长的职业生涯。1922年离开学校后，她还继续从事剧场设计、插图和色彩理论领域的工作。舍佩尔于1976年4月11日在柏林去世。
格蕾特·斯特恩出生于1904年5月9日。斯特恩于1930年到1933年就读于包豪斯，在那里她学习并随后教授摄影。在她职业生涯的后期，她与包豪斯摄影师艾伦·罗森博格建立了摄影实践教学。由于纳粹德国的政治气候，斯特恩移居阿根廷，于1999年12月24日去世。
贡塔·斯特尔茨尔出生于1897年3月5日。她在包豪斯学习编织和纺织。毕业后，贡塔于1926年回到包豪斯领导编织车间。她成为第一位正式的女系主任，也是学校唯一的女硕士。贡塔在学校编织车间的发展中发挥了至关重要的作用，因为她专注于设计和编织用于商业和工业用途的抽象纺织品。

## 争议
尽管该校因其对性别平等采取了更为进步的方法而受到赞扬，但还是有一些人批评包豪斯的声誉，声称许多女性成员在该校短暂就学期间和之后都没有被注意到。还有人声称，尽管学校在性别平等方面有进步的想法，但其管理却植根于过去的理想和厌女症的思想。例如格特鲁德·阿恩特，她渴望学习建筑，但在校方声称没有适合她的建筑课程后，她转而转向更家庭化或女性化的编织学科。同样，学校也试图将贝尼塔·科赫-奥特重新转入更家庭化的学科，但她坚持原来的学业，成为纺织设计和艺术教育领域的影响力人物。然而，在她就学期间，她经常被鼓励放弃一些课程，以便花更多时间从事园艺工作。
另一个批评源于格罗皮乌斯宣布的性别平等"在教学领域仍然是理论上的"。这是指教师队伍中的性别比例，其中魏玛分校的45名教师中只有6名是女性。随着学校的发展，男女教师的比例并没多大改善。此外，女教员人数的减少与女性入学率的下降相一致。女性入学率的下降也与格罗皮乌斯对女性录取政策的改变相关。由于最初大量涌入的女学生，格罗皮乌斯表示“在可预见的未来，只有才华横溢的女性才会被学校录取。”有人争辩说，这让格罗皮乌斯以天赋认可为借口接受了更少的女学生，这也导致了女学生的减少。
此外，也有人对学校提供的学徒计划提出批评。如前所述，包豪斯的大多数女学生专攻编织。然而，学校没有提供织造学徒证书，这意味着女性无法在商会注册她们的行业。这使他们无法获得硕士学位，从而限制了他们未来职业的可能性。

## 展览

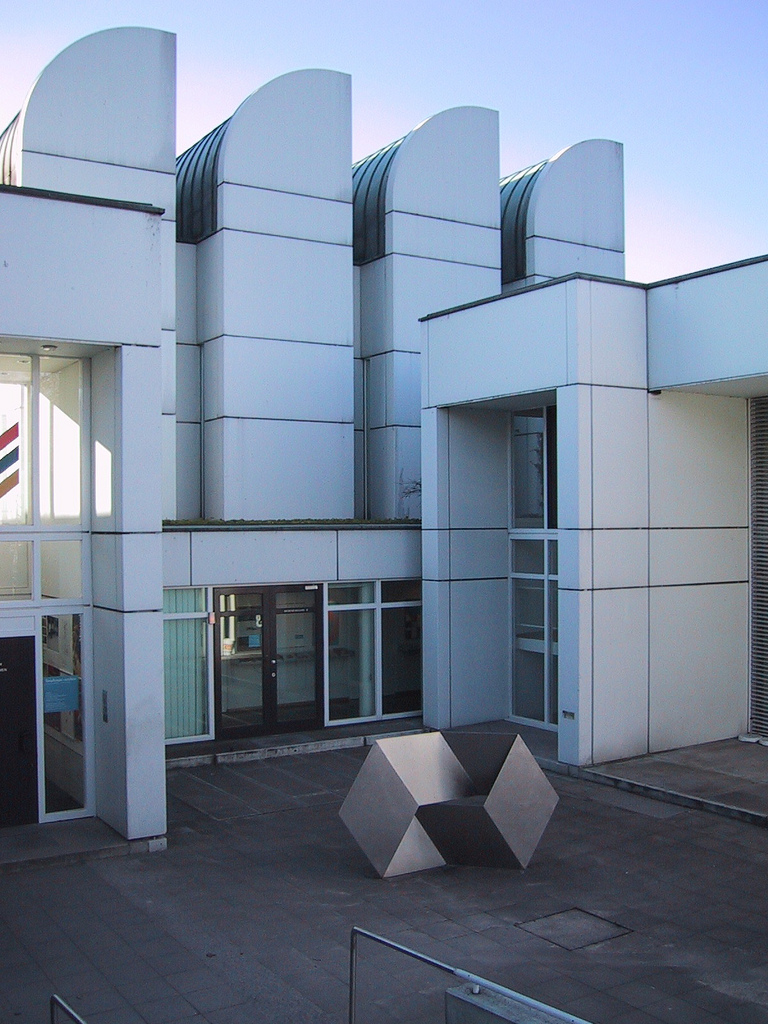
包豪斯设计博物馆

近年来，柏林的包豪斯设计博物馆通过举办一系列名为“女性包豪斯”的展览，试图弥补那些在学校被边缘化的包豪斯女性。在这些展览中，展出了包豪斯女性成员的作品。最新的展览是关于格特鲁德·阿恩特的。展览展示了她在包豪斯学习纺织时的作品，还包括她在包豪斯开始并在后来的职业生涯中继续进行的摄影实验。参展的其他女性艺术家包括纺织设计师贝尼塔·科赫-奥特以及剧场设计师卢·舍佩尔。包豪斯档案馆计划继续制作该系列，并在未来展示更多项目。

## 最近的学术兴趣和出版物
近年来，包豪斯的女性受到了更多关注，因为学者们持续认识到她们对视觉艺术和视觉文化的贡献。《卫报》和《纽约时报》等主要报纸最近发表了有关包豪斯争议的文章，特别批评了它作为促进性别平等的机构的声誉。菲顿出版最近发表了一篇文章，赞扬了包豪斯的女性先驱，其中包括格特鲁德·阿恩特拍摄的照片。2009年，乌尔里克·穆勒出版了《包豪斯女性：艺术、手工艺、设计》一书，恰逢现代艺术博物馆举办的包豪斯展览。穆勒的书描写了包豪斯的20位女性成员，并讨论了她们在包豪斯以及更大的艺术史背景下的生活、作品和遗产。

## 画廊

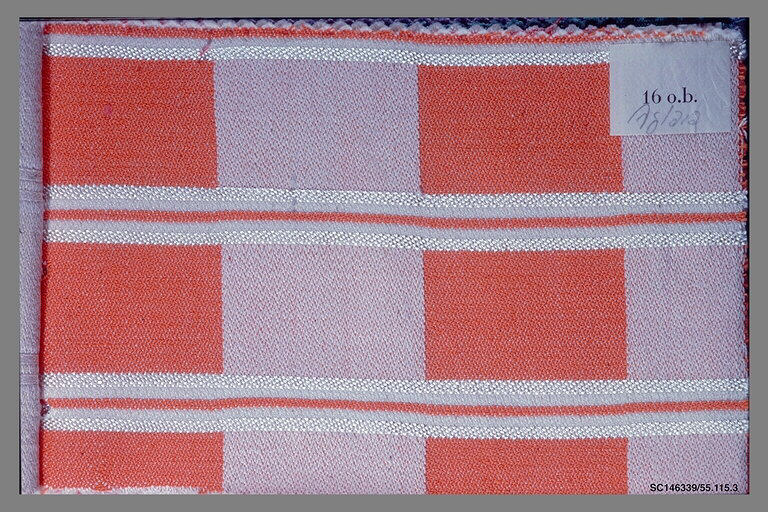
奥蒂·博格的纺织品设计
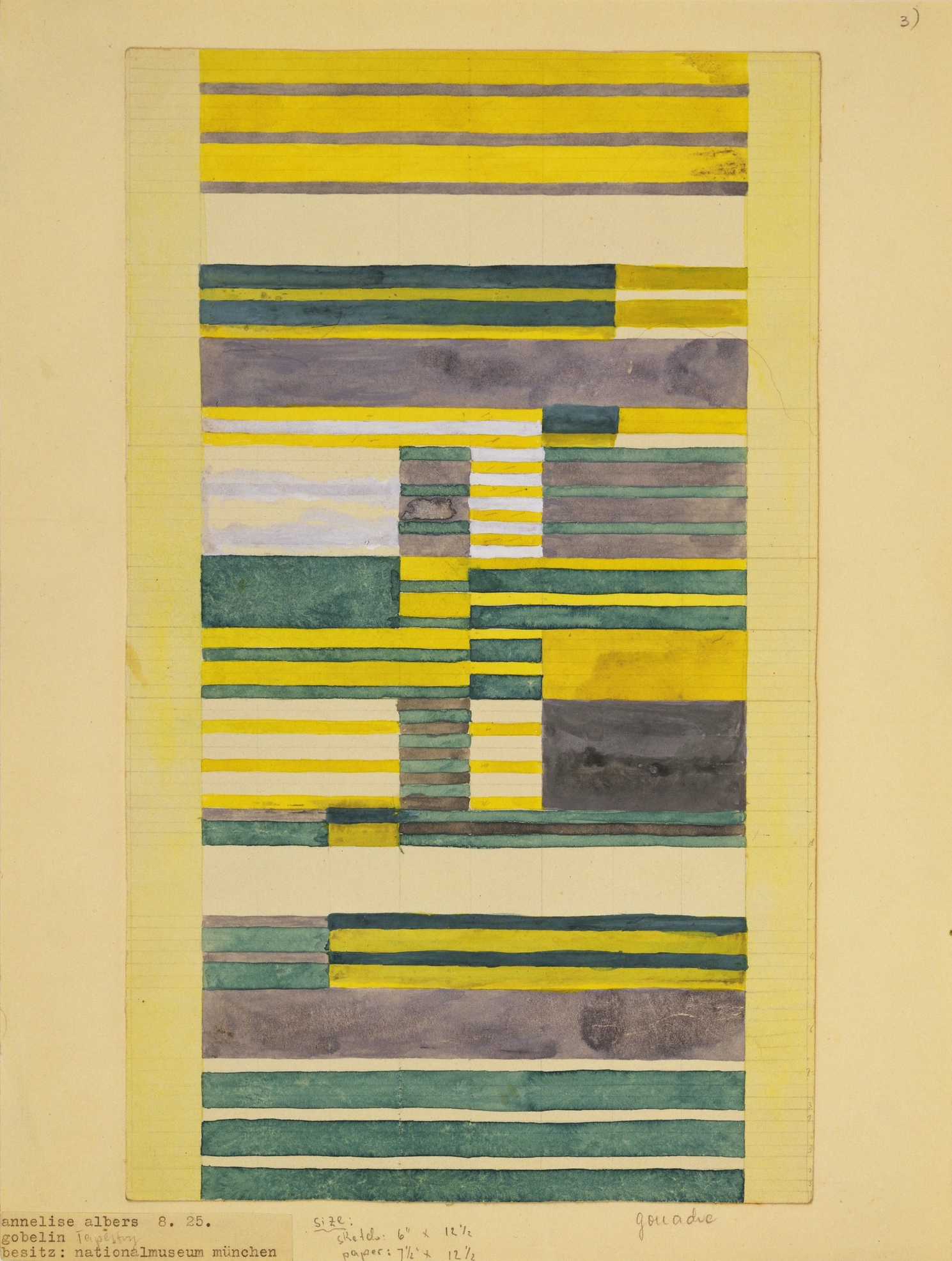
安妮·埃尔伯斯的壁挂设计，1925
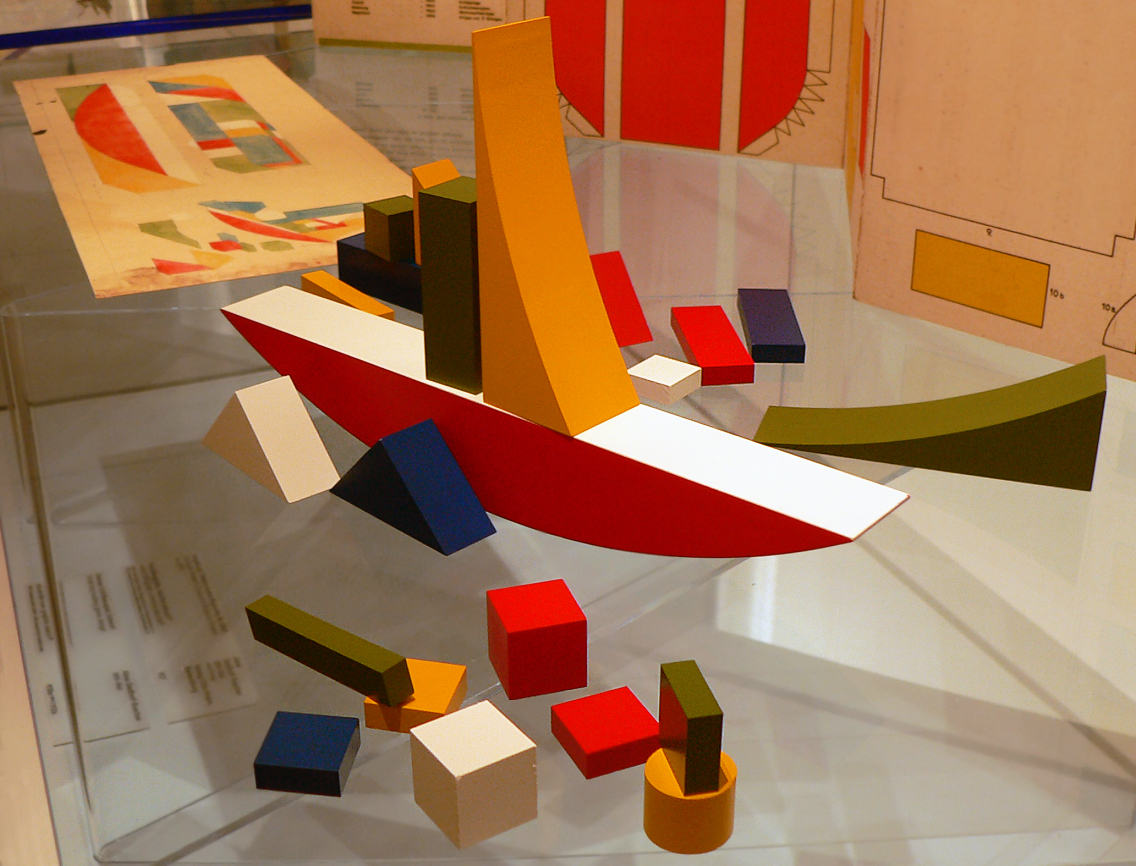
阿尔玛·希德霍夫-布希尔设计的造船玩具
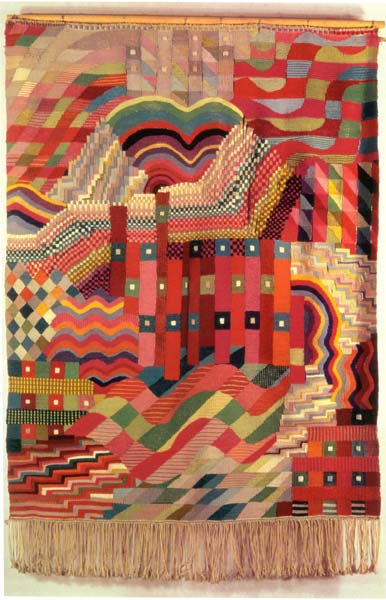
贡塔·斯特尔茨尔的挂毯
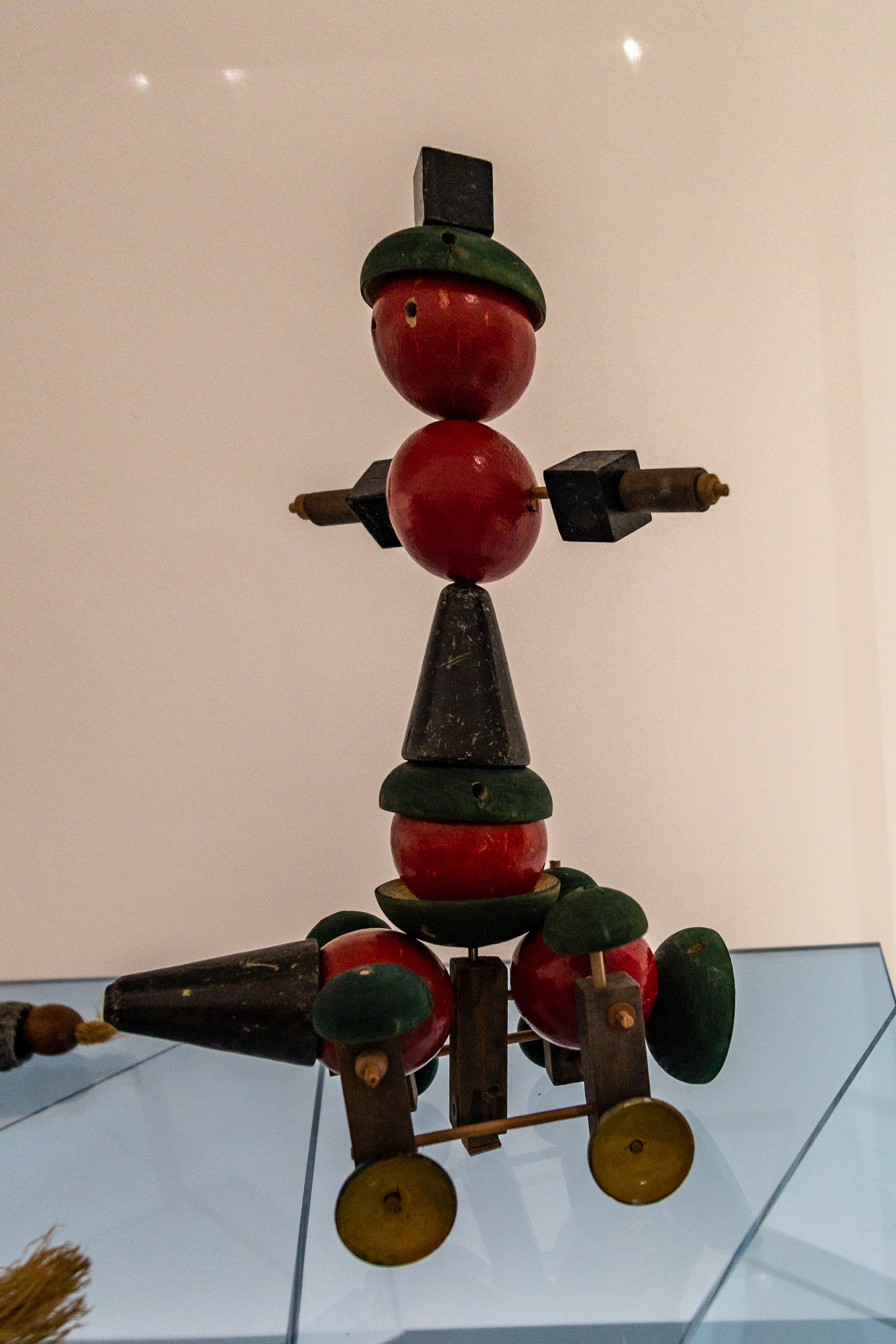
阿尔玛·希德霍夫-布希尔设计的球类玩具
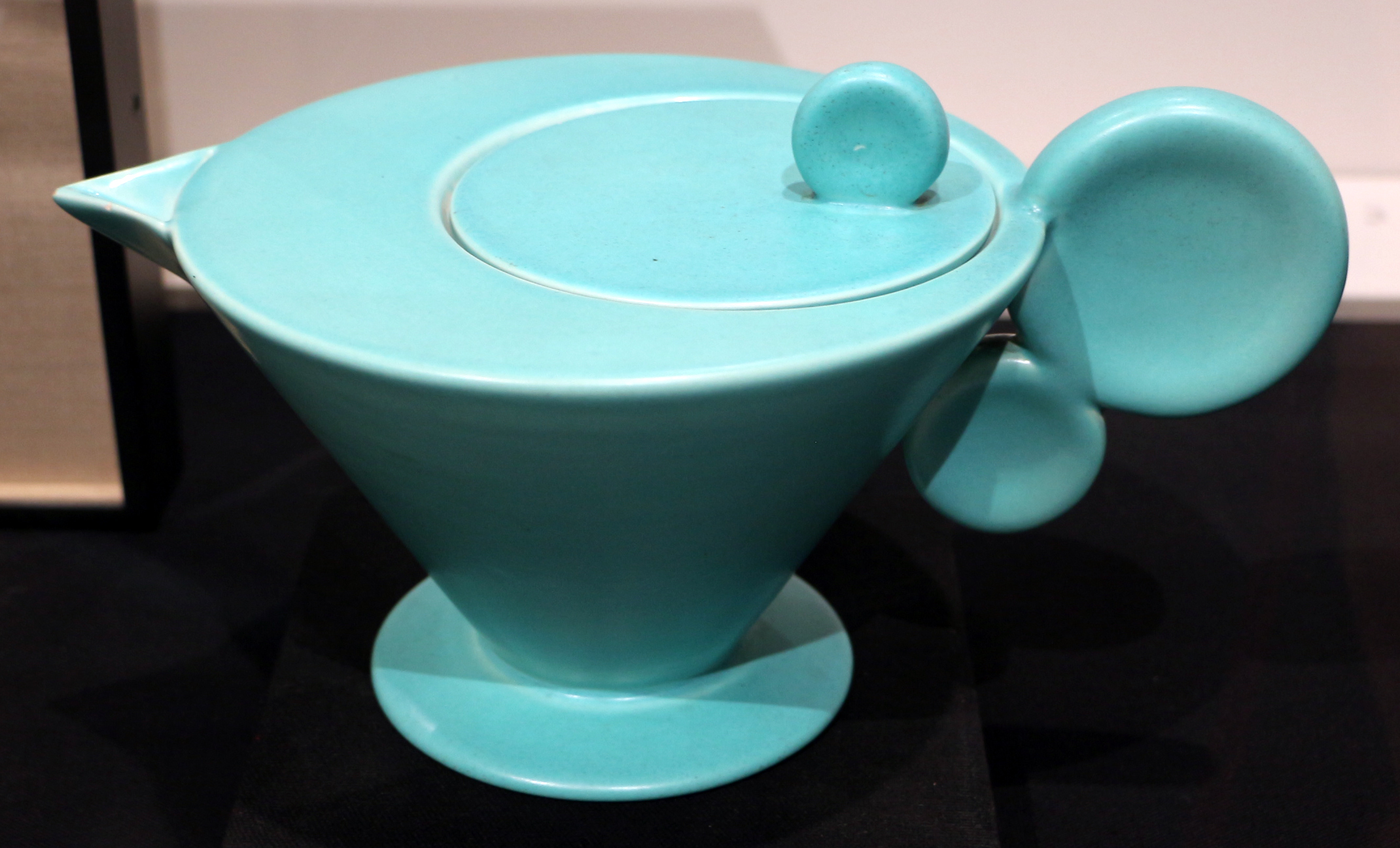
玛格丽特·海曼设计的茶壶

## 进一步阅读
- 弗劳豪斯：Gunta Stölzl, Walter Gropius, and the Women of the Bauhaus （页面存档备份，存于） by Geoffrey Bunting，《艺术日报》，2019年9月26日